# 镇北关之战
镇北关之战，明神宗万历十一年（1583年）十二月，明朝巡抚辽东都御史李松、总兵李成梁率军在镇北关（今辽宁省昌图县东）对海西女真叶赫部清佳砮、杨吉砮的的作战。海西女真哈达部贝勒王台死后，发生内讧，其子扈尔干、康古鲁、孟格布禄互相争权。叶赫部清佳砮、杨吉砮二酋长则乘机进攻哈达部，企图控制哈达。十二月初一日，清佳砮、杨吉砮率兵进攻新立的孟格布禄，大肆抢掠还军。巡抚李松再三宣谕，叶赫部不听，更加骄横。李松与李成梁定“市圈计”，李成梁率军去开原四十里，在固城设伏兵，李松在镇北关南楼坐镇指挥，参将李宁、宿振武在关外设伏，再派备御霍九皋去叶赫部诱敌，以马市贸易为诱饵。十二月二十七日，清佳砮、杨吉砮率三千兵抵达镇北关，其中随从三百已经进入明军伏击圈内。叶赫军头目白虎赤发现中计，用剑伤砍霍九皋的手臂，明军在格斗中十余人被杀。坐镇南楼的李松见到叶赫部不肯接受安抚，于是下令军中鸣炮。伏兵听到后奋勇冲杀，斩杀清佳砮、杨吉砮及白虎赤等以下311人。清佳砮之子兀孙孛罗、杨吉砮之子哈儿哈麻也被明军斩杀。埋伏在固城的李成梁军听到炮声，率军出塞，击败叶赫部后续骑兵部队，斩首1250余级。经此一战，海西女真叶赫部受到重创，发誓永受约束，李成梁于是班师。